# Glacier Kaskawulsh
Le glacier Kaskawulsh est un vaste glacier de vallée homéotherme situé dans la chaîne Saint-Élie, au sein du parc national Kluane, dans le territoire canadien du Yukon.

## Géographie
Situé entre 800 et 2 700 mètres d'altitude environ, le glacier couvre plus de 39 000 km2. Il se termine en amont de deux vallées fluviales, celles des rivières Slims et Kaskawulsh, qui alimentent respectivement les systèmes fluviaux des fleuves Yukon (via le lac Kluane) et Alsek. Le glacier Kaskawulsh est le résultat de la convergence de deux glaciers émissaires, les bras central et nord, et constitue une impressionnante langue de glace 4,8 à 6,4 km de largeur.

## Hydrographie
Jusqu'en 2016, un barrage de glace permettait à l'eau de fonte abondante du glacier Kaskawulsh de s'écouler vers la rivière Slims, jusqu'au nord du lac Kluane et finalement vers la mer de Béring. En 2016, cependant, lorsque le glacier s'est retiré en raison de la fonte importante, le flux prédominant a brusquement basculé vers la rivière Kaskawulsh, puis vers l'est et le sud vers le fleuve Alsek et le golfe d'Alaska. Alors que le niveau d'eau du lac Kluane continue de baisser, les chercheurs s'attendent à ce qu'il devienne endoréique.

## Tourisme

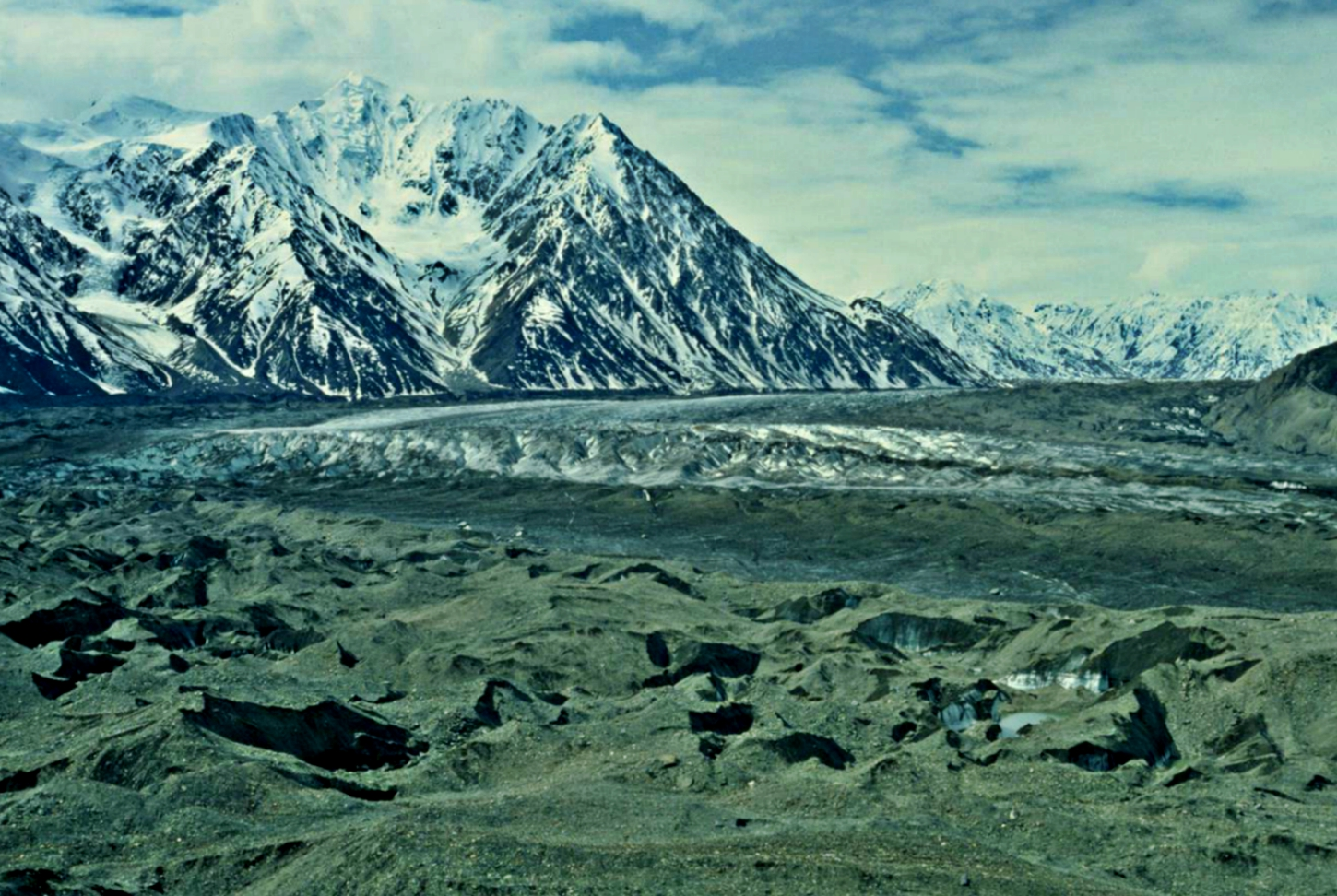
Front glaciaire du glacier Kaskawulsh.

Les randonneurs peuvent visiter le glacier Kaskawulsh le long du sentier Slims River West, qui suit la rivière Slims vers le sud sur 32 km avant de terminer au sommet d'Observation Mountain dominant le front glaciaire,,. Les randonneurs peuvent également suivre la Slims River East Route pour atteindre le front glaciaire du glacier.
Il est également possible de survoler le glacier et la calotte glaciaire Bagley (le plus grand champ de glace d'Amérique du Nord) grâce aux tours d'avion proposés par des compagnies privées.